# Didemnum amethysteum
Didemnum amethysteum är en sjöpungsart som först beskrevs av Van Name 1902.  Didemnum amethysteum ingår i släktet Didemnum och familjen Didemnidae. Inga underarter finns listade i Catalogue of Life.